# Csongrádi borvidék
A Csongrádi borvidék Magyarország egyik alföldi borvidéke a Duna borrégióban. Itt találhatók az ország legöregebb ligeti szőlőtőkéi, melyeket a Tisza árterében művelnek.

## Körzetek, települések
A borvidék összes területe: 2840 ha. Hegyközségi nyilvántartás szerint 1770 ha. A borvidékbe tartozó települések száma: 16.
1. Csongrádi körzet
2. Kisteleki körzet
3. Pusztamérgesi körzet
4. Mórahalmi körzet[2]

A körülhatárolt terület meghatározása:
Ásotthalom, Balástya, Bordány, Csengele, Csongrád, Domaszék, Forráskút, Hódmezővásárhely, Kistelek, Mórahalom, Öttömös, Pusztamérges, Pusztaszer, Ruzsa, Szatymaz, Szeged, Üllés, Zákányszék, Zsombó településeknek a szőlő termőhelyi kataszter szerint I. és II. osztályú határrészeibe tartozó területei.

## Történelem
Az Alföldön található borvidékek története nagyon hasonló. Kezdetben főként a folyóvölgyi, ártéri területeken a lugasos szőlőművelés alakult ki, és főleg a mezővárosok határában fejlődött a szőlőtermesztés. Az első megbízható adat a garamszentbenedeki apátság alapítólevelében (1075) szerepel. Az okiratban a Tisza melletti Alpár szőlői is szerepelnek a királyi adományok között. A 15. századra a szőlőtermesztés önálló termelési ággá fejlődött, amit a dézsmakötelezettség is bizonyít. A török uralom alatt a legkelendőbb árucikk és a legjelentősebb adóalap a gabona mellett a bor volt. Ez kiderül a budai beglerbég egyik 1573. évi jelentésére küldött szultáni rendelet szövegéből is: „A budai vilájetben (ahova a Duna-Tisza köze túlnyomó része tartozott) a szultáni hász birtokok jövedelme, az emírek és a tímár birtokosok jövedelme leginkább a bor jövedelméből áll.” A 16-17. századi népmozgások ide is eljuttatták a balkáni eredetű vörösborkultúrát és a Kadarkát. Elterjedt volt a fej művelésmód. Ez a téli fagy ellen jelentett biztonságos védelmet. Gyalogművelést alkalmaztak, azaz támrendszer nélkül termesztették.
A 18. század első felében megindult a futóhomok a Duna–Tisza közén. Mária Terézia 1779-ben rendeletben szorgalmazta a szőlőtelepítést az Alföldre, hogy a futóhomokot megkössék.
A filoxéra a homoktalajokon (75-80%-os kvarctartalom felett) nem tud megélni, ezért az Alföldön nem okozott kárt. A legelterjedtebb fajták a Kadarka, Kövidinka és az Izsáki sárfehér (mai nevén Arany sárfehér) voltak.

## Klíma
Változatos, szélsőséges klímája a Kunsági borvidékéhez hasonló, de itt nagyobb a besugárzás éves mennyisége, átlagosan 2200 óra/év. Ez az ország egyik legmelegebb borvidéke. A csapadék átlagos évi mennyisége 450 – 500 mm, de a területet átszelő folyók (Tisza, és a Tisza holtágai, a Körös és a Maros) kedvezően hatnak a talaj vízellátottságára és optimális páraviszonyokat teremtenek a szőlő fejlődéséhez és éréséhez.

## Talaj
Részben dunai eredetű meszes homok, részben mésztelen hordalék- és homoktalajok, helyenként lösz és lösszel kevert homok. A talaj mésztartama következtében az itt termelt fehér és rozé borok zamatban gazdagok, illatuk intenzív. Rendszerint alacsonyabb alkoholtartalom és lágyabb karakter jellemzi őket.

## Szőlőfajták, borok
Kékfrankos, Rajnai rizling, Kövidinka, Zweigelt. Az alföldi borvidékekhez hasonlatosan itt is az asztali bor termelése dominál.

## Hegyközség
Csongrádi Borvidék Hegyközségi Tanácsa 